# Costa (Guimarães)
Costa es una freguesia portuguesa del concelho de Guimarães, con 4,92 km² de superficie y 3450 habitantes (2001). Su densidad de población es de 701,2 hab/km².